# Seleção da África do Sul de Hóquei no Gelo
A Seleção Sul Africana de Hóquei no gelo representa a África do Sul nas competições oficiais da IIHF. Participa do Campeonato Internacional de Hóquei no Gelo e atualmente está na 3ª divisão. Estão na 41ª posição no ranking mundial da Federação Internacional de Hóquei no Gelo.
- Treinador em chefe:  Ronnie Wood

| Posição | No. | Jogador                | Time                       |
| ------- | --- | ---------------------- | -------------------------- |
| Goleiro | 1   | David Berger           | Scorpions Johannesburg     |
| G       | 20  | Gary Bock              | Krugersdorp Wildcats       |
| F       | 2   | Brendon Stevens        | Cape Town Rams             |
| F       | 3   | Damian Cardoso         | Scorpions Johannesburg     |
| F       | 4   | Jack Valadas           | Krugersdorp Wildcats       |
| F       | 5   | Deen Magmoed           | Cape Town Sharks           |
| F       | 6   | Gareth Miller          | Cape Town Sharks           |
| D       | 7   | Burton Matthews        | Krugersdorp Wildcats       |
| F       | 9   | Marc Giot              | Cape Town Sharks           |
| D       | 12  | Andre Marais           | Cape Town Rams             |
| D       | 14  | David Watson           | Scorpions Johannesburg     |
| F       | 15  | Cameron Birrell        | Michigan Mountain Cats     |
| F       | 16  | Michael Farquet        | Cape Town Southern Knights |
| D       | 17  | Gerard Habib           | Scorpions Johannesburg     |
| F       | 18  | Cristopher Engelbrecht | Krugersdorp Wildcats       |
| F       | 19  | George Lyon            | Krugersdorp Wildcats       |
| F       | 21  | Michael Edwards        | Krugersdorp Wildcats       |
| F       | 22  | Philip Woolf           | Cape Town Southern Knights |
| F       | 23  | Pedro Santos           | Scorpions Johannesburg     |